# Італійська Серія A 1960–1961
Сезон 1960-61 Серії A — футбольне змагання у найвищому дивізіоні чемпіонату Італії, 30-й турнір з моменту започаткування Серії A. Участь у змаганні брали 18 команд, 3 найгірші з яких за результатами сезону полишили елітний дивізіон.
Переможцем сезону став клуб «Ювентус», для якого ця перемога у чемпіонаті стала другою поспіль та 12-ю в історії.
| Чемпіон Італії 1960/61 |
| ---------------------- |
| «Ювентус» 12-й титул   |

## Команди-учасниці
Участь у турнірі брали 18 команд:

## Підсумкова турнірна таблиця
|                         |     | Турнірна таблиця 1960—1961 | О  | І  | В  | Н  | П  | М+ | М- |
| ----------------------- | --- | -------------------------- | -- | -- | -- | -- | -- | -- | -- |
| Чемпіон Італії          | 1.  | »Ювентус"                  | 49 | 34 | 22 | 5  | 7  | 80 | 42 |
|                         | 2.  | «Мілан»                    | 45 | 34 | 18 | 9  | 7  | 65 | 39 |
|                         | 3.  | «Інтернаціонале»           | 44 | 34 | 18 | 8  | 8  | 73 | 39 |
| Вийшов до Кубка Мітропи | 4.  | «Сампдорія»                | 41 | 34 | 17 | 7  | 10 | 54 | 51 |
|                         | 5.  | «Рома»                     | 39 | 34 | 16 | 7  | 11 | 58 | 46 |
|                         | 6.  | «Падова»                   | 38 | 34 | 16 | 6  | 12 | 47 | 40 |
| Володар Кубка Італії    | 7.  | «Фіорентина»               | 37 | 34 | 13 | 11 | 10 | 46 | 34 |
|                         | 8.  | «Катанія»                  | 36 | 34 | 15 | 6  | 13 | 45 | 44 |
| Вийшов до Кубка Мітропи | 9.  | «Болонья»                  | 31 | 34 | 10 | 11 | 13 | 44 | 51 |
|                         | 9.  | «Аталанта»                 | 31 | 34 | 9  | 13 | 12 | 35 | 41 |
|                         | 9.  | «Ланероссі»                | 31 | 34 | 10 | 11 | 13 | 35 | 46 |
| Вийшов до Кубка Мітропи | 12. | «Торіно»                   | 30 | 34 | 9  | 12 | 13 | 34 | 41 |
|                         | 12. | СПАЛ                       | 30 | 34 | 10 | 10 | 14 | 39 | 50 |
|                         | 14. | «Лекко»                    | 29 | 34 | 10 | 9  | 15 | 33 | 49 |
| Вийшов до Кубка Мітропи | 15. | «Удінезе»                  | 29 | 34 | 9  | 11 | 14 | 39 | 53 |
| Вибув до Серії B        | 16. | «Барі»                     | 29 | 34 | 9  | 11 | 14 | 27 | 38 |
| Вибув до Серії B        | 17. | »Наполі"                   | 25 | 34 | 7  | 11 | 16 | 30 | 47 |
| Вибув до Серії B        | 18. | «Лаціо»                    | 18 | 34 | 5  | 8  | 21 | 30 | 63 |

## Чемпіони
Склад переможців турніру:
| Воротарі: Джузеппе Вавассорі (30 матчів), Карло Маттрель (3), Джованні Романо (1). Захисники: Серджо Червато (28, 1 гол), Беніто Сарті (34), Тарчізіо Бурньїч (13), Ернесто Кастано (13), Гульєльмо Буреллі (4), Анджело Каролі (3). Півзахисники: Джамп'єро Боніперті (28, 6), Умберто Коломбо (24, 1), Флавіо Емолі (19, 1), Джанфранко Леончіні (21), Бруно Мадзія (4), Северіно Лойодіке (3), Еудженіо Фашетті (2). Нападники: Бруно Мора (28, 12), Бруно Ніколе (29, 13), Джон Чарлз (32, 15), Омар Сіворі (27, 25), Джино Стаккіні (28, 2). Тренер: Ренато Чезаріні. |

## Бомбардири
Найкращим бомбардиром сезону 1960-61 Серії A став гравець клубу «Сампдорія» Серджіо Брігенті, який відзначився 27 забитими голами.
|    | Гравець           | Команда                         | Громадянство | Голів | (пенальті) |
| -- | ----------------- | ------------------------------- | ------------ | ----- | ---------- |
| 1° | Серджіо Брігенті  | «Сампдорія»                     | Італія       | 27    | -          |
| 2° | Омар Сіворі       | «Ювентус»                       | Італія       | 25    | -          |
| 3  | Хосе Альтафіні    | «Мілан»                         | Бразилія     | 22    | -          |
| 4° | Педро Манфредіні  | «Рома»                          | Аргентина    | 20    | -          |
| 5° | Ауреліо Мілані    | «Падова»                        | Італія       | 18    | 1          |
| 6° | Едвін Фірмані     | «Інтернаціонале»                | ПАР          | 16    | -          |
| 7° | Джон Чарлз        | «Ювентус»                       | Уельс        | 15    | -          |
| 8° | Лоренцо Беттіні   | «Удінезе»                       | Італія       | 14    | -          |
|    | Курт Хамрін       | «Фіорентина»                    | Швеція       | 14    | -          |
|    | Бруно Мора        | «Сампдорія» (2), «Ювентус» (12) | Італія       | 14    | 4          |
|    | Сантьяго Вернацца | «Мілан»                         | Аргентина    | 14    | -          |
|    |                   |                                 |              |       |            |

В 28-му турі Омар Сіворі («Ювентус») забив у ворота «Інтернаціонале» шість голів. Гра завершилася з рахунком 9:1. Це повторення рекорду Сільвіо Піоли (сезон 1933/34).
Серджіо Брігенті, Карло Галлі і Едвін Фірмані забили по сто м'ячів у матчах Серії «А». По завершенні сезону, до десятки найвлучніших голеадорів ліги входять: Сільвіо Піола (274), Гуннар Нордаль (225), Джузеппе Меацца (216), Джамп'єро Боніперті (178), Амедео Амадеї (174), Гульєльмо Габетто (165), Карло Регуццоні (155), Іштван Ньєрш (153), Адріано Бассетто (149), Беніто Лоренці (142).